# Sun Xiulan
Sun Xiulan (förenklad kinesiska: 孙秀兰; traditionell kinesiska: 孫秀蘭; pinyin: Sūn Xiùlán), född den 27 mars 1961, är en kinesisk handbollsspelare.
Hon tog OS-brons i damernas turnering i samband med de olympiska handbollstävlingarna 1984 i Los Angeles.